# Yukitsuna Sasaki
Yukitsuna Sasaki (佐佐木 幸綱), Sasaki Yukitsuna; 8 octobre 1938, est un théoricien de la littérature et poète japonais.
Petit-fils du poète Nobutsuna Sasaki, Yukitsuna Sasaki est professeur de littérature japonaise à l'Université Waseda à Tokyo. Il est à la tête du groupe d'écrivains Chikuhaku Kai, il est aussi éditeur de la revue littéraire Kokoro no hana fondée par son grand-père. Sasaki a publié plusieurs ouvrages sur la littérature et écrit quatorze volumes de tanka. En 2011, il est lauréat du prix Yomiuri de littérature dans la catégorie poésie.

## Publications
- Yukitsuna Sasaki, Eduard Klopfenstein et Masami Ono-Feller (Übs. und Hrsg.) : Gäbe es keine Kirschblüten. Tanka aus 1300 Jahren. Reclam, Stuttgart 2009,  (ISBN 978-3-15-010698-3)

## Source de la traduction
- (de) Cet article est partiellement ou en totalité issu de l’article de Wikipédia en allemand intitulé « Yukitsuna Sasaki » (voir la liste des auteurs).
- Notices d'autorité :   - VIAF
  - ISNI
  - BnF (données)
  - IdRef
  - LCCN
  - GND
  - Japon
  - CiNii
  - Israël
  - Corée du Sud
  - WorldCat